# Carloctavisme
De carloctavisten vormen een afscheiding van de carlisten. Zij ondersteunen de claim op de Spaanse (en  gezien door de ogen van de legitimisten mogelijk ook Franse) troon door aartshertog Karel Pius van Oostenrijk-Toscane en zijn opvolgers.
De claim werd op 29 juni 1943 bekendgemaakt door aartshertog Karel Pius van Oostenrijk-Toscane. De aartshertog maakt in een manifest bekend dat hij met voorbijgaan aan zijn drie oudere broers rechten op de Spaanse troon deed gelden. Hij is in de ogen van zijn aanhangers Karel VIII van Spanje (vandaar het begrip carloctavisten of octavismo) en grootmeester en chef van de Orde van het Gulden Vlies.
In 1947 deden Karels oudere broers, de aartshertogen Leopold en Franz Josef formeel afstand van hun aanspraken op de Spaanse troon. In 1948 deed ook aartshertog Anton afstand. Na de dood van Karel Pius/Karel VIII kwamen Anton en Franz Josef terug op hun afstandsverklaring. De huidige pretendent van het recht van Karel Pius is diens zoon Dominico als Dominico I van Spanje.
Karel Pius ging de titel hertog van Madrid voeren, net als zijn uit Spanje verdreven grootvader had gedaan. De nieuwe pretendent ontleende zijn aanspraak aan zijn afstamming in vrouwelijke lijn wat onverenigbaar is met de principes van het carlisme. Toch kreeg het Carloctavisme enige steun van streng katholieke en behoudende carlisten en ook van een paar aanhangers van de fascistische Movimiento Nacional van generaal Franco. In documenten duidde Karel Pius zich "Prins van Spanje". Hij verzette zich evenwel niet tegen de huldeblijken van zijn aanhangers die luid "Viva er rey" riepen.  
De carlisten die de claim van prins Xavier van Bourbon-Parma steunen zagen in de fascistische steun van de carloctavistische claim niet meer dan een verdeel-en-heers-politiek van de Spaanse regering. Vooral tussen de carloctavisten en een andere carlistische pretendent, don Carel Hugo van Bourbon-Parma kwam het tot geschillen.
Karel Pius/Karel VIII ging zich als Spaans koning gedragen. In Andorra en Barcelona verleende hij op eigen gezag 14 adellijke Spaanse titels. Hij benoemde als chef en souverein van de Orde van het Gulden Vlies een aantal Vliesridders en verleende ook de Orde van Sint-Maria van de Lelie van Navarra en de carlistische Orde van de Legitieme Opvolging. Karel Pius stichtte de Orde van de Heilige Carolus Borromeus en de Orde van Sint-Fransiscus van Assisi. 
In 1952 verleende Karel Pius/Karel VIII de keten van de Orde van de Heilige Carolus Borromeus aan generaal Francisco Franco en verleende hij het grootkruis aan kardinaal Federico Tedeschini, pauselijk legaat bij het Internationaal Eucharistisch Congres in Barcelona.
Het carloctavisme is een marginale politieke stroming in zeer behoudende Spaanse en Franse katholieke kringen. De huidige carloctavistische pretendent ondersteunt de reactionaire katholieke traditie van bisschop Marcel Lefebvre en de Priesterbroederschap Sint Pius X. Hij riep de Fransen op om op het ultra-rechtse Front National te stemmen.
De carloctavistische claim wordt door geen enkele regering erkend.